# Tatiana Lobo

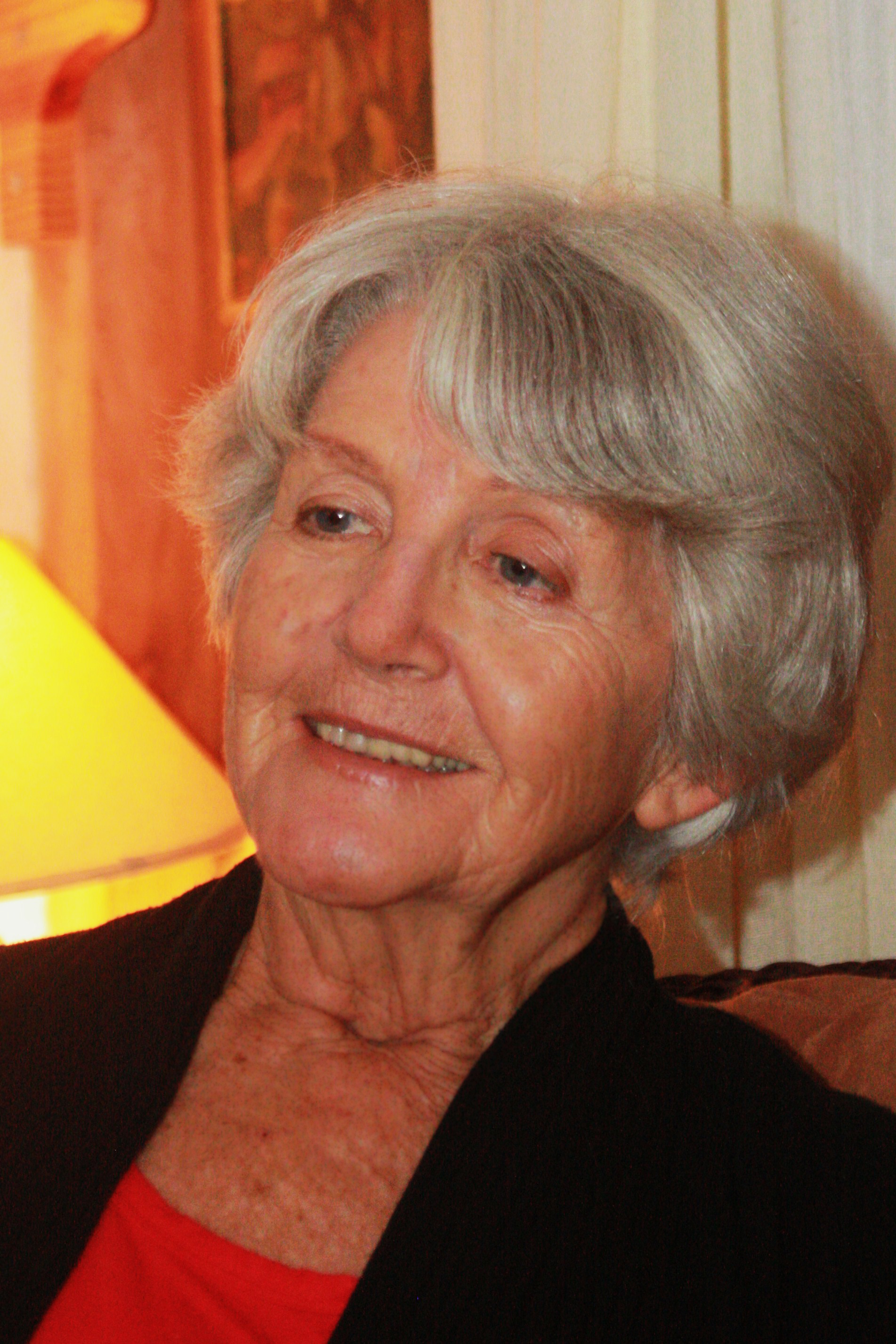
Tatiana Lobo

Tatiana Lobo Wiehoff (* 13. November 1939 in Puerto Montt, Chile; † 22. Februar 2023 in Costa Rica) war eine chilenisch-costa-ricanische Schriftstellerin. Ihre Werke gelten als bedeutender Beitrag zur Literatur Costa Ricas und Lateinamerikas insgesamt, insbesondere im Hinblick auf die Aufarbeitung kolonialer Strukturen und sozialer Ungerechtigkeiten.

## Leben
Lobo wurde 1939 im südchilenischen Puerto Montt geboren. Im Alter von 24 Jahren zog sie zunächst nach Deutschland und siedelte 1963 nach Costa Rica über, das fortan ihre zweite Heimat wurde. Ursprünglich studierte sie Theater und Malerei an der Universidad de Chile sowie Keramik in Madrid. Obgleich sie zunächst nicht plante, Schriftstellerin zu werden, begann ihre literarische Karriere 1969, nachdem sie auf Einladung des Zeitungsdirektors Guido Fernández kritische Reportagen über soziale Tabus und Missstände in Costa Rica veröffentlichte. In Costa Rica entwickelte sie eine enge Verbindung zu indigenen Gemeinschaften und widmete ihnen ihre literarische Arbeit, beginnend mit ihrem ersten Roman Asalto al paraíso. Die letzten Jahre ihres Lebens verbrachte sie zurückgezogen in San Ramón de Alajuela, blieb jedoch durch soziale Medien öffentlich kritisch präsent. Lobo starb 2023 im Alter von 83 Jahren.

## Wirken
Lobos Werk befasst sich mit der kolonialen und postkolonialen Geschichte sowie sozialen Missständen in Costa Rica. So arbeitete sie mit historischen Quellen und stellte marginalisierte Stimmen wie jene von Frauen, Indigenen und Afro-Costa-Ricanern in den Mittelpunkt ihrer Erzählungen. Lobos Erzählweise verbindet historische Fakten mit literarischer Fiktion, indem sie sich stets auf umfangreiche Archivarbeit stützte. Lobos Texte stellen eine Kritik an der hegemonialen costa-ricanischen Geschichtsschreibung dar.
Ihr Roman Asalto al paraíso (1992, „Angriff auf das Paradies“), der sich mit dem Leben des indigenen Widerstandsführers Pabru Presbere auseinandersetzt, wurde zu einem wegweisenden Werk in der costa-ricanischen Literatur und löste aufgrund seiner kritischen Darstellung der Kolonialgeschichte große Kontroversen aus. Sie nimmt darin die 500-Jahr-Feiern der Entdeckung Amerikas durch Kolumbus zum Anlass für eine Auseinandersetzung mit den Zerstörungen durch das spanische Kolonialregime, thematisiert den Aufstand den Presbere im Talamanca-Gebirge gegen dieses Regime organisierte und erinnert an dessen blutige Niederschlagung.
Auch ihre weiteren Romane, etwa Calypso (1996), El año del laberinto (2000) und Candelaria del Azar (2010), setzen sich mit strukturellen Diskriminierungen und Machtmissbrauch auseinander und verknüpfen dabei sozialkritische und satirische Elemente.
Neben Romanen und Erzählungen schrieb sie zudem Theaterstücke und historische Sachbücher, wie etwa Blancos y Negros, todo mezclado, das in Zusammenarbeit mit Mauricio Meléndez entstand.
Ihr Werk wurde mehrfach ausgezeichnet, unter anderem dreimal mit dem Premio Nacional Aquileo J. Echeverría sowie mit dem Premio Sor Juana Inés de la Cruz.